# Олександрівський Південно-Російський завод
Олександрівський Південно-Російський завод Брянського акціонерного товариства — металургійний завод, найстаріше металургійне підприємство міста Дніпра. Заснований 2 травня 1887 року. Від Олександрівського заводу веде свою історію Дніпровський металургійний завод.

## Історія заснування
2 травня 1887 був заснований Олександрівський Південно-Російський завод Брянського акціонерного товариства. 22 травня 1888 року першу плавку дала друга доменна піч, а в жовтні — почали здійснювати прокатку металу на дрібносортних і середньосортних станах заводу. 17 квітня 1890 року було розпочато будівництво третьої доменної печі, яка здана в експлуатацію в 1891 році. У 1890 році завод виплавив 3165844 пуди чавуну (50650 т.). У цьому ж періоді починається будівництво мостового відділення (нинішній завод ім. Бабушкіна) і освоюється виробництво каналізаційних труб. У червні 1894 року було закладено і введена в роботу доменна піч № 4.
Підприємство вже мало закінчений металургійний цикл з виробництвом коксу, чавуну, сталі литої і фасонної, сортового заліза, рейок різних марок, залізничних кріплень, мостів, труб та ін. металевих виробів.

## ХХ століття
До 1917 року на Брянському заводі працювало 6 доменних, 8 мартенівських печей, 9 прокатних станів (в тому числі 5 сортових), 3 бессемерівських конвертера, допоміжні і ремонтні цехи.
Після громадянської війни перед заводом була поставлена задача, в найкоротший термін налагодити випуск в першу чергу деталей для машин, прокату, металоконструкцій і поковок. Уже в 1920 році на заводі почали працювати ливарні вагранки. У 1922 року почали діяти механічний і ливарний цехи, а в червні 1922 року видала першу радянську плавку мартенівська піч № 4.
В першу чергу було вирішено пустити сортовий стан «550», товстолистовий і тонколистової стани, потім рейкобалковий цех. 17 липня 1944 року перший, відновлений Петрівці агрегат — мартенівська піч № 3 дала сталь, потім 29 вересня 1944 року дала чавун доменна піч № 5.
Уже в 1944 році металурги заводу ім. Петровського справили на потреби оборони країни 38,6 тис. т. чавуну, 18,5 тис. т. сталі і 8,5 тис. т. прокату.

## Сучасність
У 2007 році пакет акцій Дніпровський металургійний завод ім. Петровського придбала міжнародна гірничо-металургійна компанія Євраз В даний час на підприємстві проводиться сортовий прокат: швелер, куточок, рейки та ін. До складу заводу входять: доменний, киснево-конвертерний, рейкобалковий цеху, прокатний стан-550 та інші цехи, що забезпечують безперебійну та ритмічну роботу основних металургійних агрегатів. З 1 листопада 2010 перейменований в ПАТ «Євраз — ДМЗ ім. Петровського».
«ЄВРАЗ — Дніпропетровський металургійний завод ім. Р. В. Петровського» — одне з найбільших промислових підприємств Дніпропетровська та України.
Компанія входить в перелік підприємств, що мають стратегічне значення для економіки та безпеки Дніпропетровського регіону країни.